# Criuleni
Criuleni es una localidad de Moldavia, en el distrito (Raión) de Criuleni.
Se encuentra a una altitud de 31 m sobre el nivel del mar.
Se ubica a orillas del río Dniéster junto a las carreteras M21 y R4, unos 25 km al noreste de Chisináu.

## Demografía
Según estimación 2010 contaba con una población de 5913 habitantes.